# Suomenlinna
Pháo đài Suomelinna (tiếng Phần Lan; cho đến năm 1918 là Viapori, tiếng Thụy Điển: Sveaborg) là một công sự phòng thủ trên biển có người ở được xây dựng trên tám hòn đảo, cách trung tâm thành phố Helsinki, thủ đô của Phần Lan khoảng 4 km về phía đông nam.
Suomelinna là một di sản thế giới được UNESCO công nhận. Đây là nơi rất được các khách du lịch và người dân địa phương ngưỡng mộ vì nó là địa điểm dã ngoại đẹp như tranh vẽ. Ban đầu được đặt tên là Sveaborg (có nghĩa là "Lâu đài của người Thụy Điển") hoặc Viapori được gọi bởi những người Phần Lan nói tiếng Phần Lan, sau đó nó được đổi tên thành Suomenlinna có nghĩa là Lâu đài của Phần Lan vào năm 1918 vì lý do yêu nước và tinh thần dân tộc, mặc dù nó vẫn được biết đến với tên ban đầu ở Thụy Điển và bởi những người Phần Lan nói tiếng Thụy Điển.
Hoàng gia Thụy Điển cho xây dựng pháo đài này vào năm 1748 để bảo vệ chống lại chủ nghĩa bành trướng của đế quốc Nga. Trách nhiệm chung về công việc xây dựng được giao cho kiến trúc sư Augustin Ehrensvärd. Kế hoạch ban đầu của pháo đài bị ảnh hưởng mạnh mẽ bởi ý tưởng của Vauban, kiến trúc sư quân sự hàng đầu thời bấy giờ và các nguyên tắc xây dựng thành lũy kiểu pháo đài ngôi sao, mặc dù được điều chỉnh cho phù hợp với vị trí xây dựng trên một nhóm đảo đá.
Trong Chiến tranh Phần Lan, Thụy Điển giao pháo đài cho người Nga vào ngày 3 tháng 5 năm 1808, mở đường cho việc quân Nga chiếm đóng Phần Lan vào năm 1809, và cuối cùng là sự nhượng bộ của Phần Lan cho Nga khi kết thúc chiến tranh. Nga đã nắm giữ pháo đài cho đến khi Phần Lan độc lập vào năm 1918. Sau đó Phần Lan quản lý Suomenlinna như là một cơ sở của Bộ Quốc phòng cho đến khi nó chuyển quyền kiểm soát sang dân sự vào năm 1973.

## Địa lý

Bản đồ thành phố của Suomenlinna

Quận Suomenlinna của Helsinki nằm về phía đông nam của trung tâm thành phố và bao gồm tám hòn đảo. Năm trong số các đảo được nối với nhau bằng những cây cầu hoặc một cầu tàu trên bãi cát. Länsi-Mustasaari được nối với Pikku Mustasaari và Iso Mustasaari, kết nối với Susisaari, kết nối với Susiluoto bằng cách lấp đầy đường nước ngăn cách. Hòn đảo này là nơi tập trung nhiều công sự nhất trước đây có tên là Gustavssvärd trong thời kỳ Thụy Điển xây dựng. Ba hòn đảo còn lại không được kết nối gồm Särkkä, Lonna và Pormestarinluodot. Tổng diện tích đất của tám hòn đảo này là 0,8 km².
Thay vì sử dụng lược đồ đánh địa chỉ bưu điện thông thường của Phần Lan bao gồm tên đường và số nhà thì các địa chỉ tại Suomenlinna bao gồm mã chữ cái cho hòn đảo và sau đó là số nhà. Ví dụ: C 83 là nhà # 83 trên đảo Iso-Mustasaari (mã C).

## Lịch sử
Ngay từ đầu trong cuộc Đại chiến Bắc Âu, Nga đã tận dụng điểm yếu của Thụy Điển tại khu vực Ingria (bao quanh bởi vịnh Phần Lan) nên đã nhanh chóng chiếm được khu vực gần sông Neva cũng như các pháo đài của Thụy Điển gồm Nyenschantz và Nöteborg được xây dựng để bảo vệ khu vực đó. Năm 1703, Pyotr Đại đế thành lập kinh đô mới tại Sankt-Peterburg nằm ở góc cực đông của Vịnh Phần Lan. Trong quá trình tiếp cận nó, ông đã cho xây dựng căn cứ hải quân kiên cố Kronstadt trên đảo Kotlin. Nga nhanh chóng trở thành một cường quốc hải quân và một lực lượng được tính đến thành lập ở khu vực biển Baltic. Với tình hình đó sẽ là một mối đe dọa đối với Thụy Điển, nước cho đến thời điểm đó vẫn là cường quốc thống trị ở Baltic. Điều này đã được thể hiện rõ ràng qua việc sử dụng lực lượng hải quân trong cuộc vây hãm Viborg của Nga vào năm 1710. Căn cứ hải quân chính của Thụy Điển tại Karlskrona lại nằm quá xa về phía nam để đáp ứng nhu cầu mới của Thụy Điển về hải quân vào thế kỷ 18. Điều này thường dẫn đến việc người Thụy Điển đến bờ biển Phần Lan chỉ sau khi các tàu và quân đội Nga đã bắt đầu hoặc hoàn thành các chiến dịch của họ.
Sự thiếu hụt hệ thống phòng thủ ven biển thể hiện rõ nét khi Nga đổ bộ vào Helsingfors vào mùa xuân năm 1713 và việc Thụy Điển không phong tỏa được Bán đảo Hanko vào năm 1714 trong trận Gangut. Một chiến dịch hải quân của Nga nhằm vào bờ biển Thụy Điển vào cuối Đại chiến Bắc Âu càng cho thấy sự cần thiết để phát triển khả năng phòng thủ ven biển ở Phần Lan. Ngay sau khi chiến tranh kết thúc, các kế hoạch đầu tiên đã được Thụy Điển thực hiện để xây dựng một hạm đội và một cơ sở hải quân hoạt động ở Phần Lan. Tuy nhiên, không có gì liên quan đến Sveaborg diễn ra cho đến khi Chiến tranh Nga – Thụy Điển kết thúc vào năm 1743. Các công sự bị bỏ dở tại Hamina và Lappeenranta trong khi Hämeenlinna tiếp tục được xây dựng để trở thành một cơ sở hậu cần. Cùng với việc thiếu kinh phí nên Thụy Điển không sẵn sàng dành ngân sách cho việc bảo vệ Phần Lan cùng với việc người Thụy Điển tin rằng Nga sẽ bị đẩy ra khỏi biển Baltic là những nguyên nhân chính dẫn đến việc thiếu tiến bộ trong phát triển công sự.
Sau chiến tranh Nga-Thụy Điển 1741-1743, tầm quan trọng về việc phát triển một công sự tại Phần Lan một lần nữa được đưa ra. Thiếu cơ sở hoạt động cho lực lượng hải quân khiến hải quân Thụy Điển gặp khó khăn trong hoạt động tại khu vực. Các quốc gia châu Âu khác cũng lo ngại về sự bành trướng của Nga, đặc biệt là Pháp, một đồng minh quân sự của Thụy Điển. Sau cuộc tranh luận kéo dài, quốc hội Thụy Điển đã quyết định vào năm 1747 thành lập một căn cứ hải quân tại Helsingfors như một đối trọng với Kronstadt và củng cố vùng biên giới với Nga. Augustin Ehrensvärd (1710–1772), một sĩ quan trẻ được giao trách nhiệm thiết kế pháo đài và điều hành thi công.

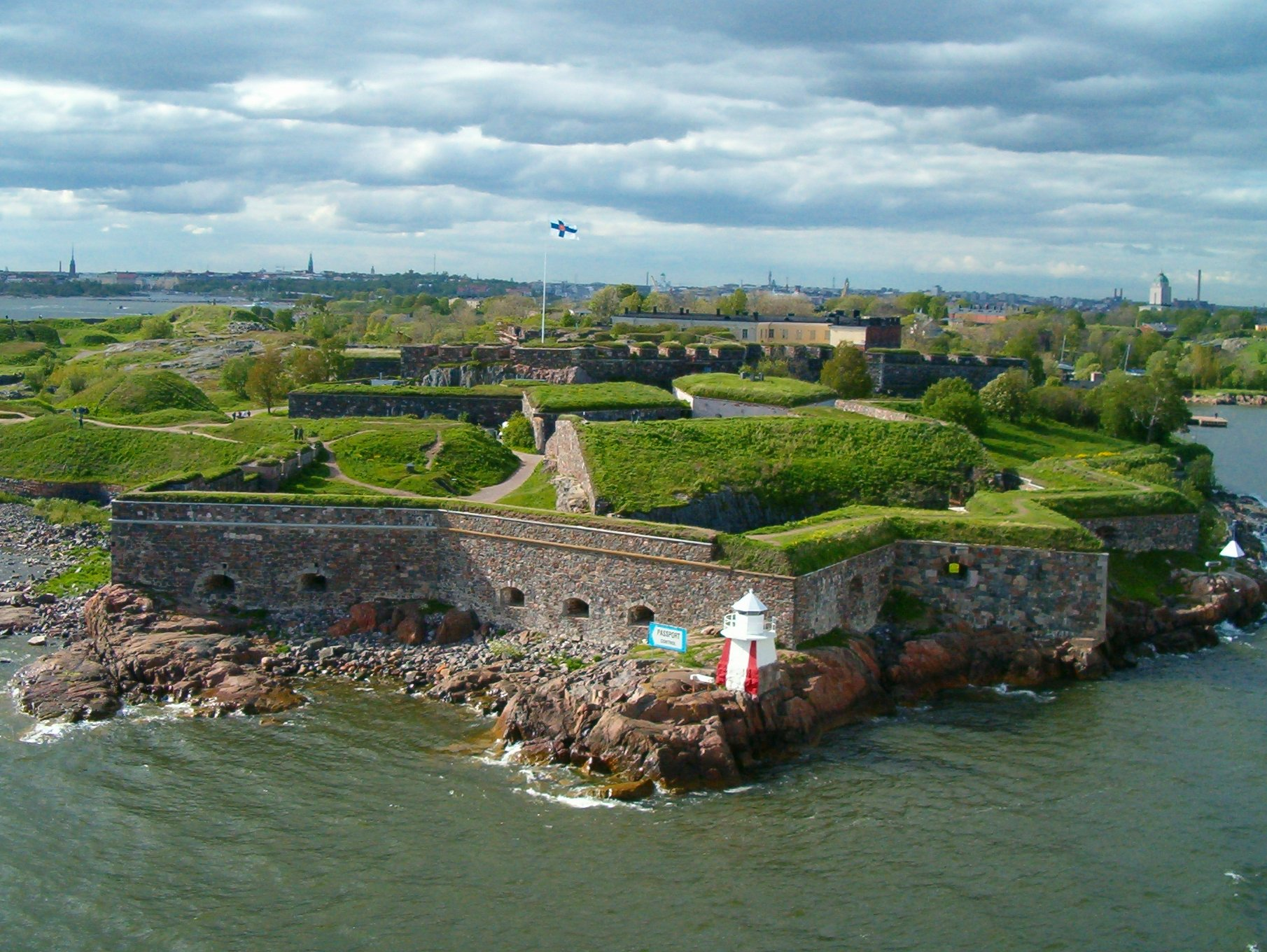
Pháo đài Zander

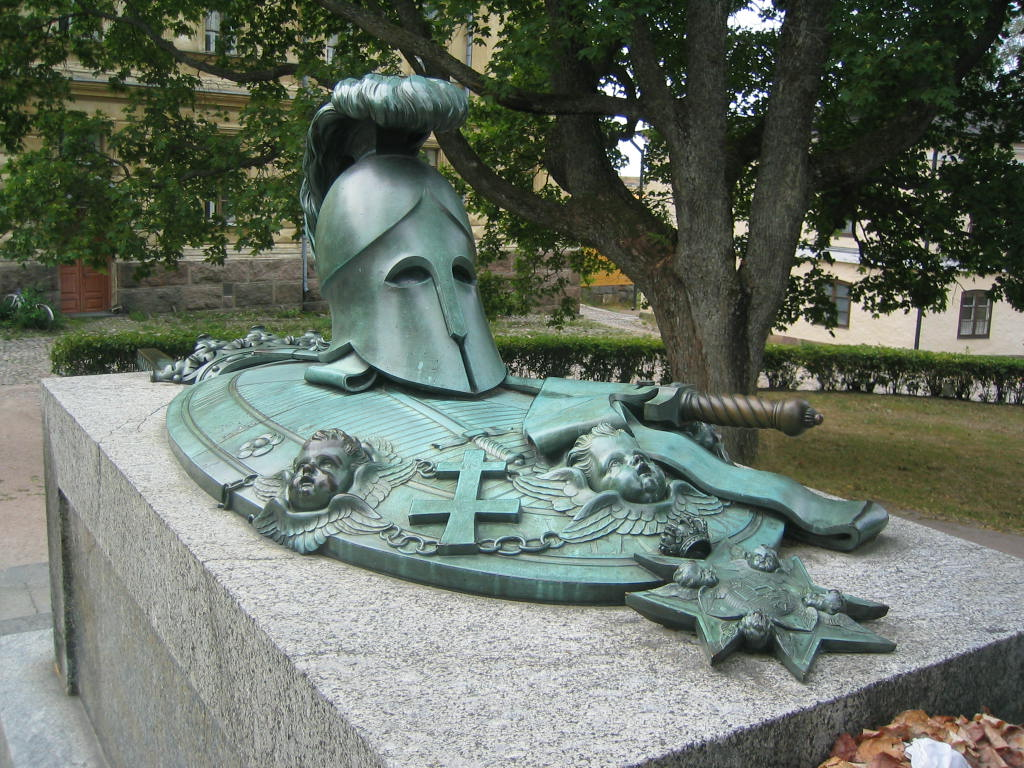
Mộ của kiến trúc sư Augustin Ehrensvärd tại Suomenlinna

Thụy Điển bắt đầu xây dựng pháo đài vào tháng 1 năm 1748. Kế hoạch của Ehrensvärd là một tổ hợp gồm hai công sự: một pháo đài trên biển tại Svartholm nằm gần thị trấn Loviisa, và một pháo đài lớn hơn đồng thời là căn cứ hải quân Sveaborg tại Helsingfors. Có hai khía cạnh trong thiết kế của vị kiến trúc sư ở Sveaborg: đó là một loạt các công sự độc lập trên các đảo được liên kết với nhau và trung tâm của khu phức hợp chính là một bến tàu hải quân. Ngoài pháo đài trên đảo, các công sự chắn biển trên đất liền sẽ đảm bảo rằng kẻ thù không thể có được một được điểm neo đậu tàu chiến để từ đó tiến hành các cuộc tấn công hoặc vây hãm vào pháo đài trên biển. Kế hoạch cũng là vạch ra đường cung cấp đạn dược cho toàn bộ Quân đội Thụy Điển và Hải quân Hoàng gia Thụy Điển ở đó. Các kế hoạch bổ sung khác nhằm củng cố bán đảo Hanko nhưng sau đó đã được hoãn lại.
Việc xây dựng bắt đầu vào đầu năm 1748 và đến tháng 9 năm đó đã có khoảng 2.500 người đàn ông xây dựng các công sự. Ban đầu, khu nhà ở của binh lính đặt tại các hầm của công sự trong khi các sĩ quan là các khu nhà đặc biệt tích hợp vào cảnh quan của một thành phố baroque. Tuy nhiên, kế hoạch tham vọng nhất là một quảng trường baroque nằm trên đảo Iso Mustasaari mới chỉ hoàn thành một nửa. Nó được thiết kế dựa theo quảng trường Vendôme ở Paris. Khi công việc xây dựng tiến triển, nhiều tòa nhà dân cư được xây dựng, nhiều trong số chúng xây dựng dựa theo hình dạng của các tuyến công sự. Ehrensvärd và một số sĩ quan khác là những nghệ sĩ sắc sảo đã thực hiện những bức tranh sơn dầu thể hiện cái nhìn về cuộc sống trên pháo đài trong quá trình xây dựng nó, tạo ấn tượng về một cộng đồng "thị trấn pháo đài" sống động.
Do các mối đe dọa từ Nga lặp đi lặp lại vào năm 1749 và 1750, các công sự phải gấp rút hoàn thành để có thể đảm bảo một căn cứ hoạt động an toàn cho các đơn vị hải quân Thụy Điển dọc theo bờ biển Phần Lan. Quân đội đóng tại Phần Lan là lực lượng lao động chính với hơn 6.000 người được điều động vào năm 1750. Các công sự ở Gustavssvärd được hoàn thành vào năm 1751 và các công sự chính trên đảo Vargö đã sẵn sàng vào năm 1754. Pháo đài sau đó đã đi vào hoạt động mặc dù nhiều hạng mục vẫn chưa hoàn thành. Vào năm 1755, đã có 7.000 công nhân xây dựng các công sự bên ngoài Helsingfors, vào thời điểm đó tại đây có khoảng 2.000 cư dân. Việc xây dựng các công sự phòng thủ trên các đảo phía nam thị trấn đã đem đến thành công bất ngờ. Chiến tranh Bảy Năm diễn ra khiến công việc xây dựng buộc phải tạm dừng vào năm 1757 cũng đánh dấu sự kết thúc của giai đoạn xây dựng gấp rút của Sveaborg.

## Hình ảnh

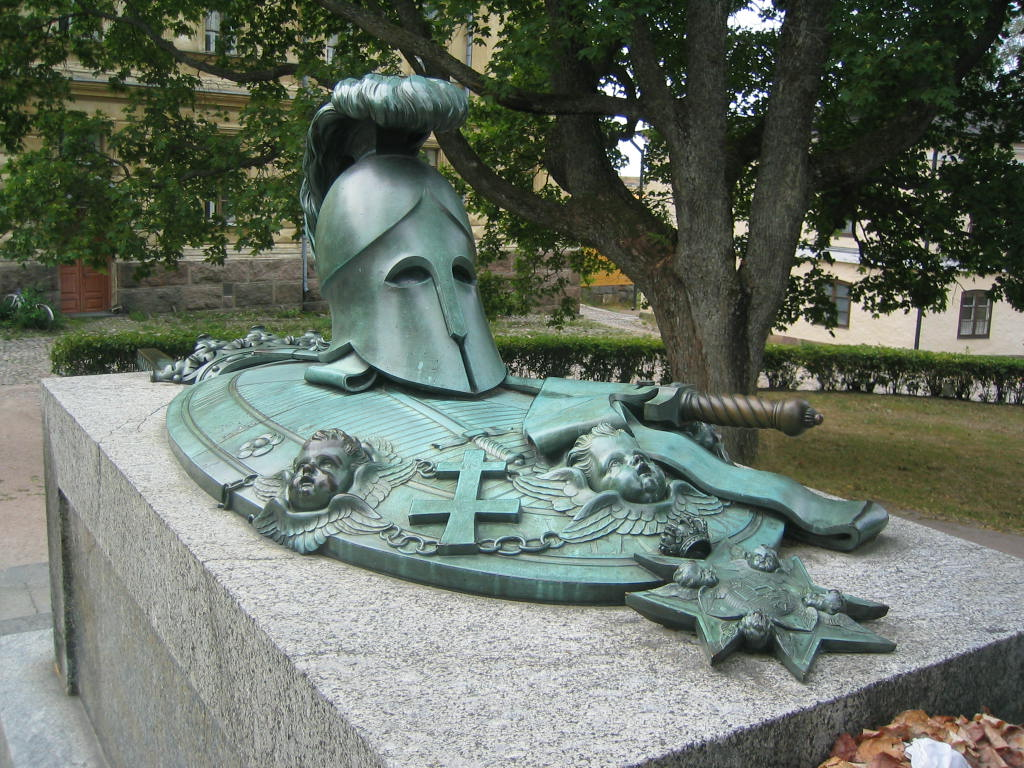
Một ngôi mộ trong pháo đài
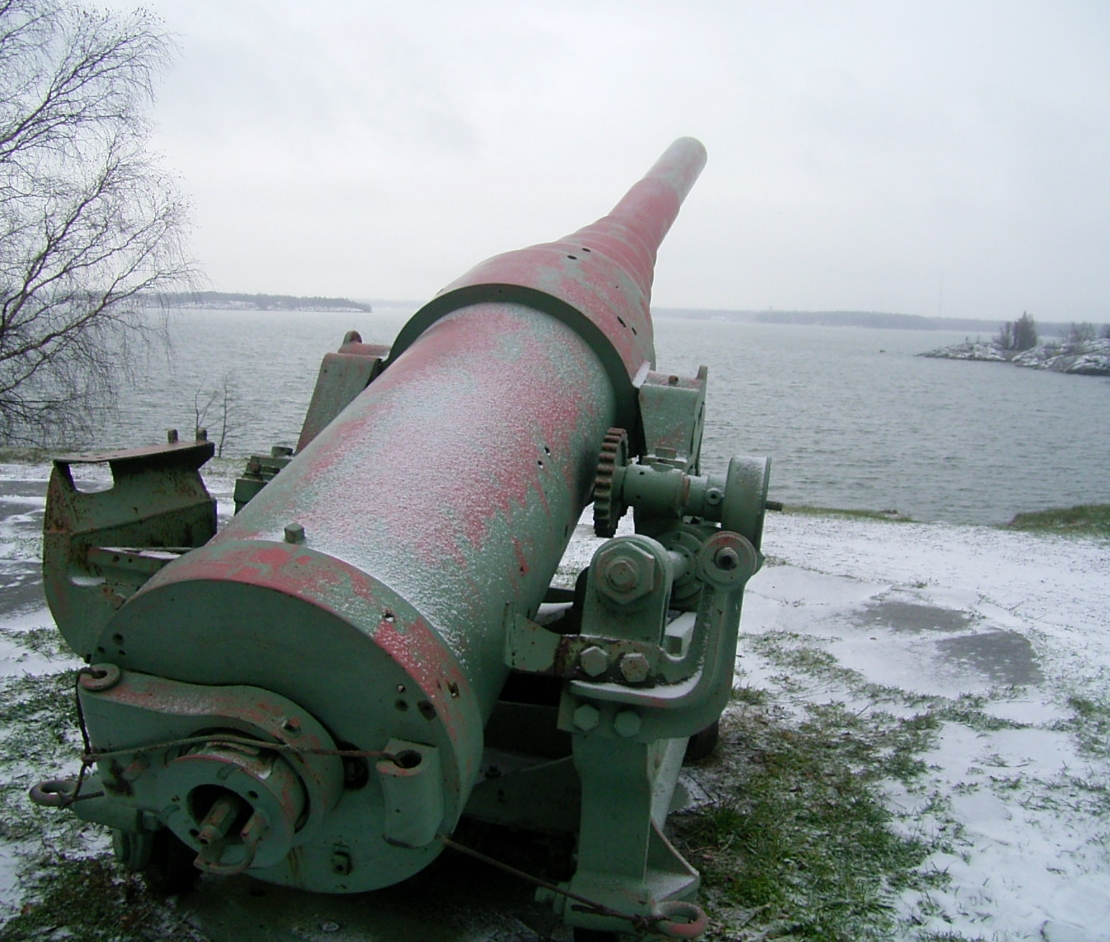
Một khẩu súng thần công của Nga
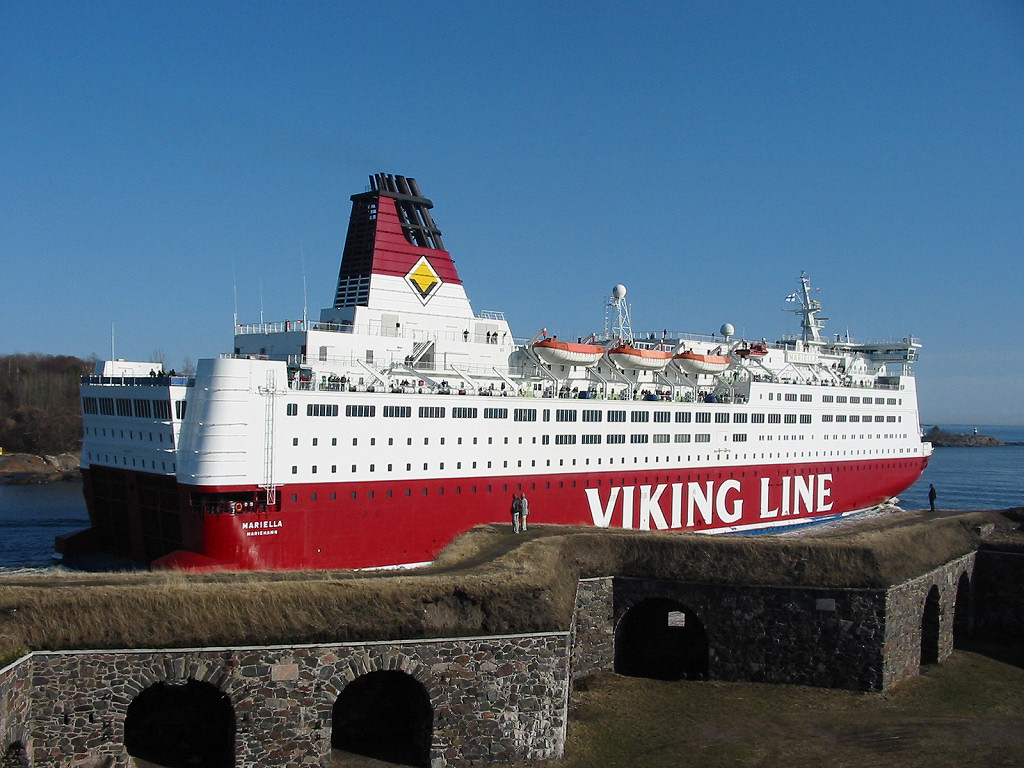
Con tàu MS Mariella trở về Helsinki
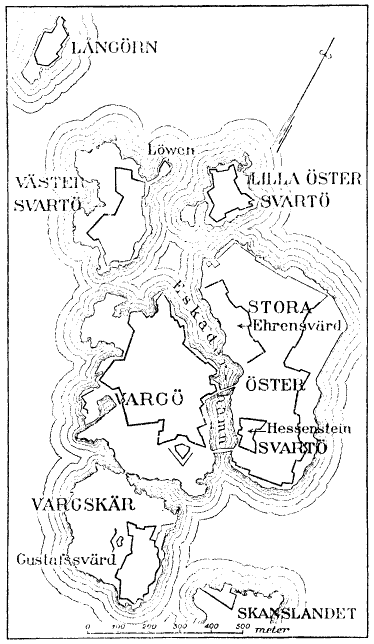
Bản đồ pháo đài